# ウィリー・ディクスン
ウィリー・ディクスン（Willie Dixon、本名：William James Dixon、1915年7月1日 - 1992年1月29日）は、アメリカ合衆国ミシシッピ州ヴィックスバーグ生まれのソングライター、音楽プロデューサー、ベーシスト、歌手。ブルースの有名曲を多数作曲した。

## 略歴
プロ・ボクサーとして、1937年にイリノイ州のゴールデン・グローブズ・ヘビー級チャンピオンになった。。その後、シカゴに移住。音楽活動を本格化させる。
1940年代後半、ザ・ビッグ・スリー・トリオのベーシストとして活動。1951年にザ・ビッグ・スリー・トリオが解散した後、チェス・レコードのスタジオ・ワークに関わる。
1954年、ウィリーが作詞・作曲した「フーチー・クーチー・マン」が、マディ・ウォーターズの歌で大ヒット。以後、ソングライター、音楽プロデューサー、ベーシストとして手腕を振るう。ジョニー・ウィンターのメジャー・デビュー作『ジョニー・ウィンター』にも、ベーシストとしてゲスト参加した。
1980年代の初頭にシカゴから南カリフォルニアへ移住。1984年にブルースの振興とブルース・アーティストの支援を目的にブルース・ヘヴン・ファウンデーションを設立。ディクスンの死後の1993年、彼の遺族が旧チェス・レコードの建物を買い取り、ファウンデーションの本部とした。
1989年には、自伝『I Am The Blues: The Willie Dixon Story』を出版した。
1992年1月29日、心不全のためカリフォルニア州バーバンクのセントジョセフ医療センターにて死去した。76歳没。
裏方の印象が強いが、自己名義のアルバムも複数発表している。特に1981年にレコーディングされた「It Don't Make Sense (You Can't Make Peace)」（アルバム『Mighty Earthquake And Hurricane』収録）は、名作と名高い。
ディクスンは、第二次大戦後のシカゴ・ブルースに、もっとも影響を与えた作曲家、ミュージシャンの一人だと考えられている。
ローリング・ストーン誌が選んだ「史上最高のベーシスト50選」で第12位に選ばれている。

## 主な作曲作品
彼の曲は多くのブルースマンが取り上げ、ロック・ミュージシャンにもカバーされた。ローリング・ストーンズ、ドアーズ、クリーム、ジミ・ヘンドリックス、レッド・ツェッペリン、オールマン・ブラザーズ、ジェフ・ベック、J・ガイルズ・バンドなどもカバーしている。
- マディ・ウォーターズ：「フーチー・クーチー・マン」、「恋をしようよ」、「アイム・レディ」、「ユー・ニード・ラヴ」
- リトル・ウォルター：「マイ・ベイブ」
- ハウリン・ウルフ：「ザ・レッド・ルースター」、「スプーンフル」、「ビルト・フォー・コンフォート」、「アイ・エイント・スーパースティシャス」
- サニー・ボーイ・ウィリアムスンII：「ブリング・イット・オン・ホーム」
- オーティス・ラッシュ：「アイ・キャント・クイット・ユー、ベイビー」
- ボ・ディドリー：「プリティ・シング」
- バディ・ガイ：「ブロークン・ハーテッド・ブルース」、「クレイジー・ラヴ」
- リトル・ウォルター：「デッド・プレジデンツ」

## ディスコグラフィ

### アルバム
- Willie's Blues (1959年、Bluesville) ※with メンフィス・スリム
- Blues Every Which Way (1960年、Verve) ※with メンフィス・スリム
- Songs of Memphis Slim and "Wee Willie" Dixon (1960年、Folkways)
- Memphis Slim and Willie Dixon at the Village Gate (1962年、Folkways) ※ライブ with ピート・シーガー
- In Paris: Baby Please Come Home! (1963年、Battle) ※with メンフィス・スリム
- 『アイ・アム・ザ・ブルース』 - I Am the Blues (1970年、Columbia) ※with シカゴ・オール・スターズ。2003年にDVDで再発
- Willie Dixon's Peace? (1971年、Yambo) ※with シカゴ・オール・スターズ
- Catalyst (1973年、Ovation) ※クアドロフォニック盤
- What Happened to My Blues (1976年、Ovation)
- Mighty Earthquake and Hurricane (1983年、Pausa)
- Willie Dixon: Live (Backstage Access) (1985年、Pausa) ※with シュガー・ブルー、クリフトン・ジェームス
- Hidden Charms (1988年、Bug) ※グラミー賞受賞アルバム
- 『ウィリー・ディクソン〜ザ・チェス・ボックス』 - Willie Dixon: The Chess Box (1988年、Chess) ※チェス・レコードの有名アーティストによる録音のなかでもディクスン自身が手掛けたミックスを収録
- Ginger Ale Afternoon (1989年、Varèse Sarabande) ※同名映画のサウンドトラック
- 『ビッグ・スリー・トリオ』 - The Big Three Trio (1990年、Legacy) ※1947年–1952年録音
- Willie Dixon's Blues Dixonary (1993年、Roots)
- 『オリジナル・ワン・ダン・ドゥードル』 - The Original Wang Dang Doodle: The Chess Recordings (1995年、MCA) ※1954年–1990年録音 (一部未発表曲)
- Crying the Blues: Live in Concert (1996年、Thunderbolt) ※1971年ライブ録音 with ジョニー・ウィンター、シカゴ・オール・スターズ
- Good Advice (1998年、Wolf) ※1991年ライブ録音 with シカゴ・オール・スターズ
- I Think I Got the Blues (1998年、Prevue)
- Big Boss Men: Blues Legends of the Sixties (2001年、Indigo (UK)) ※1971年–1972年ライブ録音 (6曲)
- Giant of the Blues (2008年、Blues Boulevard)
- 『ライヴ・イン・シカゴ 1974』 - Live In Chicago, 1974 (2018年、Floating World)